# マヌエル・トーレス
マヌエル・トーレス・パストール（Manuel Torres Pator、1930年4月19日 - 2014年3月14日）は、スペイン・アラゴン州テルセル出身の元サッカー選手。ポジションはディフェンダー。

## 経歴
1953年から8年間をレアル・サラゴサに捧げたが、1956-57シーズンの後半戦のみレアル・マドリードにレンタル移籍をした。レアル・マドリードでは、プリメーラ・ディビシオンの出場こそなかったものの、ヨーロピアン・カップの決勝であるACFフィオレンティーナ戦の先発メンバーとして試合に出場し、2-0での完勝に貢献した。